# Baryphyma insigne
Baryphyma insigne är en spindelart som först beskrevs av Palmgren 1976.  Baryphyma insigne ingår i släktet Baryphyma och familjen täckvävarspindlar.
Artens utbredningsområde är Finland. Enligt den finländska rödlistan är arten otillräckligt studerad i Finland. Artens livsmiljö är fjällbjörkskogar. Inga underarter finns listade.